# Eupithecia furvipennis
Eupithecia furvipennis là một loài bướm đêm trong họ Geometridae.